# サウス・ストリート (マンハッタン)
経路図: 
サウス・ストリート (South Street) は、ニューヨーク市ロウアー・マンハッタンを走る通りである。

## 概要
サウス・ストリートは、バッテリー・パーク近くのホワイトホール・ストリートからウィリアムズバーグ橋近くの Jackson Street までの区間をイースト川のすぐ横を走っている。フランクリン・D・ルーズベルト・イースト・リバー・ドライブはサウス・ストリート高架橋として知られ、この通りの全区間の真上の高架部分を走っている。
この通りの名前は、マンハッタン島の南端に当たる区間を走っていることから来ている。
この通り沿いのブルックリン橋の南あたりは、サウス・ストリート・シーポートである。このシーポートのすぐ北はかつてのフルトン魚市場の跡地にあたる。公営住宅プロジェクトのニッカーボッカー・ヴィレッジ (en) はサウス・ストリートの向かいのブルックリン橋とマンハッタン橋の間、いわゆるトゥー・ブリッジーズ地区に建つ。シーポートより南の区間のサウス・ストリートの西側は超高層オフィスビルが並んでいる。この通り沿いには55 ウォーター・ストリートやニューヨーク市警察博物館などが含まれる。

## 歴史
サウス・ストリートを含むロウアー・マンハッタンのイースト川沿いはニューヨーク市の初期の歴史で重要な役割を果たしており、二百年に渡りニューヨーク市の最も栄えた商業地区の一つであった。18世紀には小規模な埠頭の集積地として、19世紀半ばには国を代表する港としての、このシーポート沿いの開発は、ニューヨーク市を商業の国際的中心地へと押し上げる原動力となった。早くとも1625年にオランダ西インド会社がマンハッタン島の南端に交易所を設立した時には、現在のシーポートの南側のエリアは入港する船舶の船着き場として利用されていた。オランダ人たちは現在のブロード・ストリートからイースト川へとつなぐ小さな浮桟橋を建設した。当時のニューアムステルダムは人口が増えてゆき、何本かの通りは郊外へと延伸されることとなった。そのうち最初のものの一つは1633年に設計されたクィーン・ストリート（現在のパール・ストリート）であり、すぐさま17世紀のマンハッタンの商業コミュニティの中核となった。クィーン・ストリートはイースト川のすぐ川岸を走っていたが、18世紀後半のロウアー・マンハッタンの東岸埋め立てによって、現在のウォーター・ストリート (Water Street) からフロント・ストリート (Front Street) へと徐々に陸地が広がっていった。
サウス・ストリートは17世紀後半の埋め立てによってできた土地に建設され、1798年に道路は平らにならされ舗装された。民家、商人の店、波止場、船の停泊所や埠頭などが75フィートの間隔で通りに沿って作られた。船舶は海岸線に垂直に、そのバウスプリットを通りまではみ出して、停泊していたため、この間隔が必要となっていた。そのためこの通りは"streety o' ships"とあだ名されていた。19世紀初頭、さらなる埋め立てでできた土地にまでサウス・ストリートが作られることとなった。その後200年間、この通りはニューヨークの海運産業およびその関連産業の中心地となった。1810年頃には、マンハッタン島の反対側の海岸沿いを走るウエスト・ストリートと競合するようになった。1835年のニューヨーク大火 (en) でこの通り沿いの76の建物が焼失したが、その後も精力的に海岸線沿いに商業エリアが拡大していった。1836年のある日では、921の船舶がサウス・ストリートへの荷積みまたは荷降ろしをイースト川で待機しており、さらに320の船舶はハドソン川で待機していた。当時のニューヨーク市はアメリカ全体の輸入ビジネスの62%を担っていた。
貿易量は増加してゆき、1857年頃にはGleason's Pictorial Magazineはサウス・ストリートとウエスト・ストリートについて "製帆工場、海運事務所、各種倉庫、安食堂、市場、そして、古いケーブル、碇、中古品、廃品などが雑然と売られた店など海の男たちの場所が並ぶ通り"と書いた。
1930年代までには、サウス・ストリートのかつての盛況はすっかり廃れ、寂れたエリアとなった。
1980年代になって、サウス・ストリートは改修され、ボルチモアのInner HarborやボストンのQuincy Marketのように観光地として活性化されることとなった。

## 見所
- アルフレッド E. スミス・ハウジーズ (en)
- バッテリー・マリタイム・ビルディング
- イマジネーション・プレイグランド・アット・バーリング・スリップ (en)
- ニッカーボッカー・ヴィレッジ (en)
- ニューヨーク市警察博物館
- ピア 11/ウォール・ストリート (en)
- サウス・ストリート・シーポート
- ホワイトホール・ストリート・フェリー・ターミナル (en)
- 55 ウォーター・ストリート
- 80 サウス・ストリート (en)（建設中止）
- 旧フルトン魚市場

## 参照
脚注
1. 1 2  Moscow, Henry (1978), The Street Book: An Encyclopedia of Manhattan's Street Names and Their Origins, New York: Hagstrom Company, ISBN 0823212750。, p.96
2. ↑  Federal Writers' Project [in 英語] (1939), New York City Guide, New York: Random House, ISBN 0-403-02921-X。（Scholarly Press, 1976 により再版；WPA Guide to New York Cityとしてよく言及される）
, p.80-81
3. ↑  Burrows et al., p.338-39
4. ↑  Burrows et al., p.435
5. ↑  Burrows et al., p.653

参考文献
- Burrows, Edwin G. & Wallace, Mike (1999). Gotham: A History of New York City to 1898. New York: Oxford University Press. ISBN 0195116348